# Osage County (Missouri)
Das Osage County ist ein County im US-amerikanischen Bundesstaat Missouri. Im Jahr 2020 hatte das County 13.274 Einwohner und eine Bevölkerungsdichte von 8,5 Einwohnern pro Quadratkilometer. Der Verwaltungssitz (County Seat) ist Linn, das nach dem US-Senator Lewis F. Linn benannt wurde.

## Geografie
Das County liegt etwas östlich des geografischen Zentrums von Missouri an der Mündung des Osage River in den Missouri River. Es hat eine Fläche von 1589 Quadratkilometern, wovon 19 Quadratkilometer Wasserfläche sind. An das Osage County grenzen folgende Nachbarcountys:
|               | Callaway County | Montgomery County |
| Cole County   |                 | Gasconade County  |
| Miller County | Maries County   |                   |

## Geschichte
Das Osage County wurde 1841 gebildet. Benannt wurde es nach dem Osage River.

## Demografische Daten
Nach der Volkszählung im Jahr 2010 lebten im Osage County 13.878 Menschen in 5301 Haushalten. Die Bevölkerungsdichte betrug 8,8 Einwohner pro Quadratkilometer. In den 5301 Haushalten lebten statistisch je 2,58 Personen.
Ethnisch betrachtet setzte sich die Bevölkerung zusammen aus 98,7 Prozent Weißen, 0,3 Prozent Afroamerikanern, 0,3 Prozent amerikanischen Ureinwohnern, 0,1 Prozent Asiaten sowie aus anderen ethnischen Gruppen; 0,6 Prozent stammten von zwei oder mehr Ethnien ab. Unabhängig von der ethnischen Zugehörigkeit waren 0,7 Prozent der Bevölkerung spanischer oder lateinamerikanischer Abstammung.
24,3 Prozent der Bevölkerung waren unter 18 Jahre alt, 60,5 Prozent waren zwischen 18 und 64 und 15,2 Prozent waren 65 Jahre oder älter. 48,0 Prozent der Bevölkerung war weiblich.
Das jährliche Durchschnittseinkommen eines Haushalts lag bei 45.746 USD. Das Pro-Kopf-Einkommen betrug 21.484 USD. 10,9 Prozent der Einwohner lebten unterhalb der Armutsgrenze.

## Ortschaften im Osage County
Citys
| - Belle1 - Bland2 - Chamois | - Linn - Meta - Westphalia |

Villages
- Argyle1
- Freeburg

Unincorporated Communities
| - Aud - Babbtown - Bonnots Mill - Byron - Cooper Hill - Crook | - Deer - Folk - Frankenstein - Freedom - Fuersville - Gascondy | - Hope - Judge - Koeltztown - Koenig - Loose Creek - Luystown | - Mint Hill - Potts - Rich Fountain - Ryors - Saint Aubert |

1 – teilweise im Maries County

2 – teilweise im Gasconade County

## Gliederung
Das Osage County ist in sechs Townships eingeteilt:
| Township            | Einwohner (2010) | FIPS     |
| ------------------- | ---------------- | -------- |
| Benton Township     | 1172             | 29-04762 |
| Crawford Township   | 4445             | 29-17128 |
| Jackson Township    | 1376             | 29-35972 |
| Jefferson Township  | 1249             | 29-36926 |
| Linn Township       | 2202             | 29-43256 |
| Washington Township | 3434             | 29-77632 |